# Hans Gammeltoft-Hansen
 Der er flere personer med dette navn, se Hans Hansen.
Hans Gammeltoft-Hansen (født 21. februar 1944 i København) var Folketingets Ombudsmand 1987-2012 og blev bl.a. kendt i offentligheden ved sin behandling af Tamilsagen.
Gammeltoft-Hansen blev cand.jur. fra Københavns Universitet i 1970, hvor han fra 1972 til 1974 var adjunkt i procesret. Kandidatgraden blev i 1973 udvidet med en licentiatgrad og en doktorgrad i 1976. I 1977 blev han professor i retsvidenskab.
Hans Gammeltoft-Hansen spiller fløjte. Bl.a. i Amatørsymfonikerne og Københavns Kammerensemble. Det har udgivet kammermusik på CD og har optrådt ved en række lejligheder.
Han var formand for Juridisk Forening fra 1984 til 2010.
2009 blev han Kommandør af 1. grad af Dannebrog, modtog 2011 Dannebrogordenens Hæderstegn og bærer også Taknemmelighedsmedaljen (Albanien).

## Udvalgte udgivelser
- Isi Foighel; Hans Gammeltoft-Hansen (1970), Automobilforhandlerkontrakter. en analyse, Nyt Nordisk Forlag Arnold Busck, ISBN 87-17-01238-4, OL 20366440M, Wikidata  Q99518918
- Hans Gammeltoft-Hansen (1984), Flygtningeret, Jurist- og Økonomforbundets Forlag, ISBN 87-574-4250-9, OL 2993426M, Wikidata  Q99518960

## Fodnoter
1. ↑  Eksempel på koncertpræsentation (Webside ikke længere tilgængelig)